# Adolfo Consolini
Pour les articles homonymes, voir Consolini.
Adolfo Consolini (né le 5 janvier 1917 à Costermano et mort le 20 décembre 1969 à Milan d'une hépatite), était un athlète italien qui pendant les années 1940 et 1950 figurait parmi les meilleurs spécialistes mondiaux du lancer du disque. Il a amélioré trois fois le record du monde de la spécialité entre 1941 et 1948, et trois fois le record d'Europe. En cinq participations aux championnats d'Europe et quatre aux Jeux olympiques d'été, il a obtenu quatre médailles d'or et une d'argent. 

## Biographie
À ses premiers championnats d'Europe, en 1938, il se classe cinquième avec 48,02 m. La Seconde Guerre mondiale n'interrompt pas sa carrière : en automne 1941, il établit ainsi un nouveau record du monde qui tient pendant cinq ans, jusqu'à ce qu'il l'améliore lui-même. Il arrive aux championnats d'Europe de 1946 à Oslo en tant que grandissime favori, et gagne le titre devant son compatriote Giuseppe Tosi. Deux ans plus tard, aux Jeux olympiques d'été de 1948 à Londres, il poursuit sa série de succès en décrochant l'or, devant encore une fois Tosi, qui prend l'argent.
Dans les années 1950, Adolfo Consolini parvient encore à conquérir deux nouveaux titres européens et une médaille d'argent olympique. À 43 ans, encore champion d'Italie, il prend part aux Jeux olympiques d'été de 1960 à Rome, où il prononce le Serment olympique et termine à la dix-septième place.
Il est également acteur en 1954 dans le film de Carlo Lizzani : Chronique des pauvres amants (Cronache di poveri amanti).

## Hommage
Le 7 mai 2015, en présence du président du Comité national olympique italien (CONI), Giovanni Malagò, a été inauguré  le Walk of Fame du sport italien dans le parc olympique du Foro Italico de Rome, le long de Viale delle Olimpiadi. 100 tuiles rapportent chronologiquement les noms des athlètes les plus représentatifs de l'histoire du sport italien. Sur chaque tuile figure le nom du sportif, le sport dans lequel il s'est distingué et le symbole du CONI. L'une de ces tuiles lui est dédiée .

## Palmarès

### International
| Date | Compétition           | Lieu      | Résultat | Performance |
| ---- | --------------------- | --------- | -------- | ----------- |
| 1938 | Championnats d'Europe | Paris     | 5e       | 48,02 m     |
| 1946 | Championnats d'Europe | Oslo      | 1er      | 53,23 m     |
| 1948 | Jeux olympiques d'été | Londres   | 1er      | 52,78 m     |
| 1950 | Championnats d'Europe | Bruxelles | 1er      | 53,75 m     |
| 1952 | Jeux olympiques d'été | Helsinki  | 2e       | 53,78 m     |
| 1954 | Championnats d'Europe | Berne     | 1er      | 53,44 m     |
| 1955 | Jeux méditerranéens   | Barcelone | 1er      | 52,81 m     |
| 1956 | Jeux olympiques d'été | Melbourne | 6e       | 52,21 m     |
| 1958 | Championnats d'Europe | Stockholm | 6e       | 53,05 m     |
| 1960 | Jeux olympiques d'été | Rome      | 17e      | 52,44 m     |

## Records

### Meilleures performances annuelles

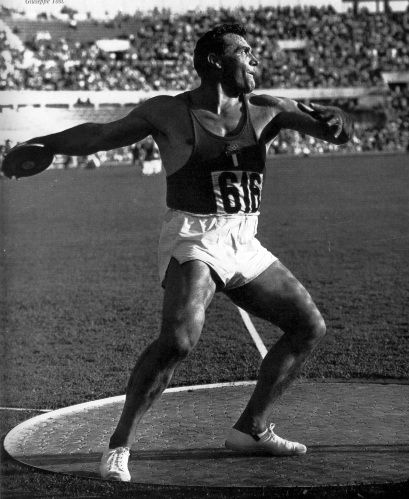
Consolini lançant le disque

| Année | Marque  | Date              | Lieu                | Rang |
| ----- | ------- | ----------------- | ------------------- | ---- |
| 1938  | 48,87 m | 15 août 1938      | Florence            | 18   |
| 1939  | 49,51 m | 30 juillet 1939   | Stuttgart           | 16   |
| 1940  | 50,46 m | 22 septembre 1940 | Milan               | 7    |
| 1941  | 53,34 m | 26 octobre 1941   | Milan               | 1    |
| 1942  | 51,69 m | 11 octobre 1942   | Piacenza            | 2    |
| 1943  | 51,54 m | 16 mai 1943       | Trévise             | 2    |
| 1944  | 52,28 m | 19 novembre 1944  | Milan               | 1    |
| 1945  | 51,23 m | 30 septembre 1945 | Gênes               | 1    |
| 1946  | 54,23 m | 14 avril 1946     | Milan               | 18   |
| 1947  | 51,73 m | 5 octobre 1947    | Milan               | 3    |
| 1948  | 55,33 m | 10 octobre 1948   | Milan               | 1    |
| 1949  | 54,46 m | 23 octobre 1949   | Venise              | 2    |
| 1950  | 55,47 m | 23 juillet 1950   | Rome                | 1    |
| 1951  | 54,19 m | 2 août 1951       | Tampere             | 1    |
| 1952  | 54,56 m | 5 juillet 1952    | Pérouse             | 3    |
| 1953  | 55,34 m | 23 août 1953      | Chiavari            | 3    |
| 1954  | 55,26 m | 22 mai 1954       | Milan               | 4    |
| 1955  | 56,98 m | 11 décembre 1955  | Bellinzone          | 1    |
| 1956  | 56,85 m | 25 avril 1956     | Vérone              | 2    |
| 1957  | 53,70 m | 31 juillet 1957   | Cologne             | 18   |
| 1958  | 55,91 m | 20 mai 1958       | Athènes             | 11   |
| 1959  | 54,78 m | 20 septembre 1959 | Biella              | 19   |
| 1960  | 55,56 m | 8 mai 1960        | San Donato Milanese | 23   |

### Records battus
| Type de record | Marque  | Lieu       | Date              |
| -------------- | ------- | ---------- | ----------------- |
| Monde          | 53,34 m | Milan      | 26 octobre 1941   |
| Monde          | 54,23 m | Milan      | 14 avril 1946     |
| Monde          | 56,33 m | Milan      | 10 octobre 1948   |
| Europe         | 54,89 m | Vérone     | 12 septembre 1948 |
| Europe         | 55,47 m | Rome       | 23 juillet 1950   |
| Europe         | 56,98 m | Bellinzone | 11 décembre 1955  |
| Olympique      | 52,78 m | Londres    | 2 août 1948       |